# ماغدالينا فراكويك
ماغدالينا فراكويك (بالبولندية: Magdalena Frąckowiak)‏ (مواليد 6 أكتوبر 1984) عارضة أزياء ومصممة مجوهرات بولندية بدأت بالظهور على منصات العرض الدولية في عام 2006.

## نشأتها
وُلدت في غدانسك، ببولندا، وكانت في السادسة عشرة من عمرها، عندما أرسلت والدتها دانوتا صورها إلى مسابقة تصميم الأزياء في وكالة وارسو، والتي فازت بها. كانت مهمتها الأولى مدفوعة الأجر لمجلة Machina. أقامت ماغدالينا في ميسيسوجا، أونتاريو، كندا عندما انتقلت من بولندا.

## روابط خارجية
- ماغدالينا فراكويك على موقع IMDb (الإنجليزية)
- ماغدالينا فراكويك على موقع قاعدة بيانات الفيلم (الإنجليزية)
- ماغدالينا فراكويك على موقع كينوبويسك (الروسية)
- ماغدالينا فراكويك على موقع دليل عارضات الأزياء (الإنجليزية)
- ماغدالينا فراكويك في موديلز.كوم